# Suicide Blonde
Suicide Blonde è un singolo del gruppo musicale australiano INXS, pubblicato nel 1990 ed estratto dall'album X.
Il brano è stato scritto da Andrew Farriss e Michael Hutchence.

## Il brano
La canzone è stata scritta da Michael Hutchence e da Andrew Farriss del gruppo INXS, dopo che la band era tornata insieme dopo un anno sabbatico nel 1989. La canzone prende il nome da una donna che si schiarisce i capelli. Si dice che l'allora fidanzata di Hutchence, Kylie Minogue, gli abbia dato l'ispirazione per il titolo mentre lavorava al suo film del 1989 The Delinquents. Alla Minogue fu chiesto di tingersi i capelli di biondo platino per il ruolo e come ricordò Hutchence in un'intervista nell'89 la Minogue disse: "Oggi divento una bionda da suicidio".
La registrazione di "Suicide Blonde" ha mostrato alcune influenze nuove e più vecchie degli INXS. La batteria di Jon Farriss mostra l'influenza della musica dance, specialmente i suoni acid house popolari nel Regno Unito. Allo stesso modo, il blues harp dell'introduzione suonato da Charlie Musselwhite è stato campionato e non registrato dal vivo. Il riff principale della canzone è una semplice rielaborazione del riff funk del singolo della band "Original Sin" del 1984, prodotto da Nile Rodgers. Divenne celebre come il riff di fabbrica di Nile Rodgers, presente nelle composizioni musicali che vanno dal periodo d'oro degli anni '70 degli Chic ("Soup for One") fino alla metà degli anni '80 con il pop di "Notorious" dei Duran Duran, prodotto anch'esso da Rodgers.
La canzone divenne tristemente profetica dopo che Hutchence si suicidò il 22 novembre 1997, e la sua compagna Paula Yates morì di overdose il 17 settembre 2000, dopo aver tentato il suicidio nel 1998.

## Formazione
- Michael Hutchence - voce
- Tim Farriss - chitarra
- Kirk Pengilly - chitarra, cori
- Andrew Farriss - chitarra, armonica
- Garry Beers - basso
- John Farriss - batteria

## Tracce
- 7"

1. Suicide Blonde [7" mix] — 3:53
2. Everybody Wants U Tonight — 5:09